# Xaltan
Xaltan è un comune dell'Azerbaigian situato nel distretto di Quba. Conta una popolazione di 595 abitanti.